# Salvatore Piscicelli
Salvatore Piscicelli (Pomigliano d'Arco, 4 gennaio 1948 – Roma, 21 luglio 2024) è stato un regista e critico cinematografico italiano.

## Biografia

### Carriera
Dopo aver intrapreso l'attività di critico cinematografico, Piscicelli debuttò come documentarista con La canzone di Zeza (1976) dove espresse tutta la passione antropologica per le tradizioni della sua terra e il successivo La canzone di Marcello, con Marcello Colasurdo, con una forte matrice politica e sociale.
Esordì nel lungometraggio nel 1979 con Immacolata e Concetta - L'altra gelosia, che ottenne numerosi riconoscimenti tra cui il Pardo d'argento al Locarno Film Festival. Interpretato da Ida Di Benedetto e Marcella Michelangeli e ispirato a un fatto di cronaca accaduto a Pomigliano, Piscicelli con tale film narrò, con stile asciutto, le vicende di due donne omosessuali in una dimensione sociale e urbana arretrata.
Del 1981 fu Le occasioni di Rosa, presentato in concorso alla 38ª Mostra internazionale d'arte cinematografica di Venezia, che vide l'esordio di Marina Suma premiata con il David di Donatello. Ancora una volta fu il sottoproletariato a essere protagonista della vicenda, ambientata a Secondigliano nel periodo successivo al terremoto dell'Irpinia del 1980. Nel film, in puro stile "fassbinderiano", debuttò anche Angelo Cannavacciuolo.
Con il musicale Blues metropolitano del 1985 (che vide la partecipazione di Tony Esposito oltre che il ritorno della Suma e di Ida Di Benedetto) chiuse l'ideale trilogia dedicata a Napoli.
Nel 1987 fu la volta di Regina, film drammatico e lacerante, interpretato dalla musa Ida Di Benedetto.
Dopo il "pasoliniano" Baby gang del 1992, Piscicelli rallentò l'attività registica.
Tornò al cinema nel 1999 con Il corpo dell'anima, storia densa di erotismo che vide il debutto di Raffaella Ponzo al fianco di Roberto Herlitzka e Ennio Fantastichini.
Nello stesso periodo scrisse e produsse l'originale "pulp-vesuviano" Rose e pistole, diretto dalla compagna Carla Apuzzo e interpretato da Anna Ammirati.
Nel 2001 uscì lo sperimentale Quartetto, girato in digitale secondo i dettami del Dogma 95 di Lars von Trier, con un cast formato da Raffaella Ponzo, Ida Di Benedetto, Anna Ammirati, Maddalena Maggi, Beatrice Fazi e un cameo di Roberto Herlitzka.
L'autobiografico Alla fine della notte, con protagonista Ennio Fantastichini, uscì nel 2003.
Il suo ultimo film fu Vita segreta di Maria Capasso (2019), con Luisa Ranieri protagonista.

### Altre attività
Piscicelli fu anche autore di alcuni libri che ispirarono suoi film: la raccolta di racconti Baby Gang e i romanzi La neve a Napoli, Vita segreta di Maria Capasso e Il corpo dell'anima.

### Morte
Da anni residente a Roma, Salvatore Piscicelli morì nella capitale il 21 luglio 2024 all'età di 76 anni.

## Filmografia
- Immacolata e Concetta - L'altra gelosia (1979)
- Le occasioni di Rosa (1981)
- Blues metropolitano (1985)
- Regina (1987)
- Baby gang (1992)
- Il corpo dell'anima (1999)
- Quartetto (2001)
- Alla fine della notte (2003)
- Vita segreta di Maria Capasso (2019)